# Eike (localitate)
Eike este o localitate din comuna Karmøy și Tysvær, provincia Rogaland, Norvegia.